# Cordillera de Amerrisque
La cordillera de Amerrisque es una cordillera montañosa que constituye la espina central de Nicaragua y forma parte de la Cordillera Centroamericana que se extiende a lo largo de Nicaragua durante unos 700 km desde Honduras en el noroeste hasta Costa Rica en el suroeste, justo a unos pocos kilómetros del Mar Caribe.
En su parte central es conocida como Cordillera Chontaleña por atravesar gran parte del departamento de Chontales.
Ha sido declarada Reserva Natural, se alza en promedio 994 metros sobre el nivel del mar, en cuyas alturas el viento sopla fuerte y hay aire puro. Allí se establecieron los mayas, pueblo que dejó un legado histórico y antropológico.

## Toponimia
"Amerrisque" o "Amerrique", "lugar del viento" o "donde el viento sopla", llamaron los mayas a esta cordillera.[cita requerida]

## Picos y ríos
Como divisoria de Nicaragua, Amerrisque contiene algunos altos picos como el Pataste (1736 m) en la región del departamento de Madriz, Quiabuc (1604 m) en la región del departamento de Estelí, y Chagüite (1345 m) en la región del departamento de Matagalpa. Al mismo tiempo, es el nacimiento de muchos ríos como el Coco o Segovia (775 km), el Siquia-Escondido (207 km), mientras es entrecruzado por ríos nacidos en otras cordilleras como el Grande (500 km) y el Viejo (209 km) en Jinotega.
La cordillera también separa los grandes lagos Xolotlán y Cocibolca, en el occidente, de la Costa Caribe, en el oriente.

## Flora
También presume de una rica flora, por su latitud y altitud, que oscila entre la subalpina, por Honduras, a la tropical, por Costa Rica. Entre las especies se incluyen desde únicas regionales como el madroño, el espavel, y el chilamate a especies norteamericanas como el pino, el roble, el liquidámbar y el terebinto y sudamericanas como el eucalipto, la caoba y el palisandro.
Mientras las regiones del norte de la cordillera están cubiertas de pinos o robles, las centrales ostentan bosques secos-lluviosos y ganadería vacuna y equina. A las montañas del sur las cubren abundantes selvas a lo largo del río San Juan.

## Fauna
La fauna incluye leones de montaña, coyotes, ocelotes; ciervos, guatusas, dantos; osos hormigueros, armadillos, quetzales; guardabarrancos, tucanes, águilas harpías; búhos reales, correcaminos, serpientes de cascabel; corales, terciopelos, etc.

## Ciudades
Entre algunas de las ciudades importantes ubicadas a los pies de los Amerrisques se incluyen Estelí (210.000), un centro cultural y manufacturero (tabaco), y Juigalpa (110.000), una zona de ganadería extensiva.

## Origen del nombre América
Thomas Belt, geólogo y naturalista inglés, en su libro El naturalista en Nicaragua escrito en 1874, indicó que el origen del nombre de "America" viene de la cordillera de Amerrisque -una importante fuente de oro a principios de los años 1500.
Jules Marcou, geólogo franco-estadounidense, en su obra "Nuevas Investigaciones sobre el Origen del Nombre América" fechada en 1875 y presentada a la Sociedad Geográfica de Paris, aceptó y apoyó la tesis sobre el origen del nombre de América del primero, quien sirvió como ingeniero a la compañía Minera de Chontales entre 1868 y 1871 en los yacimientos de oro de Santo Domingo, San Benito y San Antonio.
Belt y Marcou tampoco fueron los primeros en mencionar esta tesis. El afamado escritor peruano Ricardo Palma, en 1872, ya mencionaba el nombre de las montañas de Amerrique. Sin citar la fuente de donde obtuvo la información, afirmaba que "el nombre América circuló por tradición oral entre los hombres de Colón".
La Enciclopedia universal ilustrada Espasa-Calpe, (Barcelona, 1907), XXXVIII, 537 sugiere que Colón pudo haber escuchado el nombre Amerrisque de los ramas que habitaban cerca de la actual Bluefields (en Cayo Rama) y que seguramente se remontaban por el río Escondido quizás hasta sus fuentes en Amerrisque.
El arqueólogo nicaragüense Jorge Espinosa también expresó que los Amerrisques dieron su nombre al hemisferio occidental, aunque, él basó su tesis, para la Universidad de Luisiana, en mapas históricos -dibujados por John Cabot en 1497 -donde el nombre Amerrisque ya aparece 5 años antes que Cristóbal Colón pusiera pie en Nicaragua en 1502.